# سیریل یاپی
سیریل یاپی (انگلیسی: Cyril Yapi؛ زادهٔ ۱۸ فوریهٔ ۱۹۸۰) بازیکن فوتبال اهل فرانسه است.
از باشگاه‌هایی که در آن بازی کرده‌است می‌توان به باشگاه فوتبال کومو و باشگاه فوتبال رن اشاره کرد.